# Asteroids
Asteroids (с англ. — «Астероиды») — компьютерная игра в жанре мультинаправленного шутера для аркадных автоматов, разработанная Лайлом Рейнсом и Эдом Логгом и выпущенная компанией Atari в 1979 году. Игрок управляет космическим кораблём, летящим сквозь пояс астероидов, через который периодически пролетают летающие тарелки. Цель игры состоит в том, чтобы стрелять и уничтожать астероиды и летающие тарелки, избегая при этом столкновения с ними и обстрела со стороны тарелок. С каждым новым уровнем количество астероидов увеличивается, делая игру всё более сложной.
Идея Asteroids возникла во время встречи между Рейнсом и Логгом, которые решили использовать оборудование, ранее разработанное Говардом Делманом для Lunar Lander. Asteroids основана на незавершённой игре под названием Cosmos; её физическая модель, система управления и игровые элементы были заимствованы из Spacewar!, Computer Space и Space Invaders, а затем доработаны методом проб и ошибок. В отличие от большинства игр того времени, эта игра использовала двухмерную векторную графику.
Asteroids стала одним из первых крупных хитов золотого века компьютерных аркадных игр. Было продано 47 840 вертикальных и 8 725 горизонтальных аркадных автоматов; игра пользовалась популярностью как среди игроков, так и разработчиков. В 1980-х годах она была портирована на домашние системы Atari, и версия для Atari VCS разошлась тиражом более 3 млн копий. Игра широко копировалась и оказала прямое влияние на Defender, Gravitar и многие другие аркадные игры.

## Игровой процесс
Целью игры является уничтожение астероидов и летающих тарелок. Игрок управляет треугольным кораблём, который может вращаться влево и вправо, а также ускоряться и стрелять, но только вперёд. Корабль продолжает двигаться в выбранном направлении до тех пор, пока игрок не придаст ускорение в другом направлении. Если не ускорять корабль, то он постепенно остановится. Игрок также может послать корабль в гиперпространство, заставив его исчезнуть и появиться в случайном месте на экране, с риском появления рядом или поверх астероида.
Каждый уровень начинается с нескольких больших астероидов, дрейфующих в разных направлениях на экране. Экран не имеет границ — например, астероид, улетевший за верхний край экрана, появляется снизу и продолжает движение в том же направлении. По мере того, как игрок расстреливает астероиды, они разбиваются на меньшие астероиды, которые движутся быстрее и в них сложнее попасть. Маленькие астероиды также приносят больше очков. Периодически на экране появляются две летающие тарелки: большая тарелка стреляет беспорядочно и плохо, в то время как маленькая часто попадает по кораблю. После достижения 40 000 очков появляется только маленькая тарелка. По мере увеличения счёта игрока, угол стрельбы маленькой тарелки уменьшается, пока она не начинает стрелять максимально точно. Как только экран очищается от всех астероидов и летающих тарелок, появляется новый набор больших астероидов, таким образом начинается следующий уровень. Игра становится сложнее по мере увеличения количества астероидов, пока счёт не достигнет диапазона между 40 000 и 60 000 очками. В начале игры у игрока от 3 до 5 жизней, а дополнительная жизнь даётся за каждые 10 000 очков. Игра заканчивается, когда игрок теряет последнюю жизнь. При достижении 99 990 очков счётчик обнуляется — это максимальный рекорд, которого можно достичь.

### Стратегия «засады»
В первоначальном варианте игры предполагалось, что тарелки начинают стрелять сразу после своего появления, но это было изменено. Кроме того, тарелки могут прицеливаться только в корабль игрока на экране; они не способны целиться через границу экрана. Эти особенности позволяют использовать стратегию «засады», при которой игрок держится у края экрана напротив тарелки. Поддерживая в игре только один или два астероида, игрок может стрелять через границу экрана, уничтожать тарелки и накапливать очки бесконечно с минимальным риском быть уничтоженным. Владельцы игровых залов начали жаловаться на потерю дохода из-за этого приёма. В ответ Atari выпустила исправленный EPROM, а также из-за последствий этой уязвимости Atari (и другие компании) изменили свои подходы к разработке и тестированию, чтобы предотвратить появление подобных проблем в будущих играх.

## Разработка

### Концепция
Идея Asteroids принадлежит Лайлу Рейнсу, а программированием занимался Эд Логг при участии других сотрудников Atari. Логг был впечатлён приставкой Atari VCS (позже переименованной в Atari 2600) и присоединился к подразделению Atari по созданию игр для аркадных автоматов, чтобы работать над игрой Dirt Bike, которая так и не была выпущена из-за неудачных тестов. Пол Манкузо присоединился к команде разработки в качестве технического специалиста Asteroids, а Говард Делман участвовал в создании аппаратной части. Во время встречи в апреле 1979 года Рейнс рассказал о Planet Grab, многопользовательской аркадной игре, позже переименованной в Cosmos. Логг не знал названия игры, полагая, что Computer Space послужила «вдохновением для двухмерного подхода». Рейнс задумал Asteroids как смесь Computer Space и Space Invaders, совместив двухмерный подход из Computer Space с захватывающим геймплеем «завершения» и «устранения всех угроз» из Space Invaders. В незаконченной игре фигурировал гигантский неуничтожаемый астероид, и тогда Рейнс спросил Логга: «А почему бы нам не сделать игру, где ты стреляешь по камням и взрываешь их?». В ответ Логг описал похожую концепцию, где игрок выборочно стреляет по камням, которые разбиваются на мелкие куски. Оба согласились с такой концепцией.

### Аппаратное обеспечение
Asteroids была реализована на аппаратном обеспечении, разработанном Делманом. Она является векторной игрой, в которой графика состоит из линий, нарисованных на векторном мониторе. Изначально Рейнс хотел сделать игру с растровой графикой, но Логг, имеющий опыт в векторной графике, предложил использовать XY-монитор, поскольку высокое качество изображения позволяло бы более точно прицеливаться. Основой аппаратного обеспечения были MOS 6502, выполняющий программу игры, и QuadraScan — векторный графический процессор высокого разрешения, разработанный Atari и называемый «системой отображения XY» и «цифровым векторным генератором».
Первоначально QuadraScan был разработан в 1978 году в Cyan Engineering, отдельной исследовательской лаборатории Atari в Грасс-Валли, штат Калифорния. Затем Cyan передала его Делману, который доработал дизайн и впервые использовал в игре Lunar Lander. Логг получил модифицированную плату Делмана с пятью кнопками, 13 звуковыми эффектами и дополнительной оперативной памятью, и использовал её для разработки Asteroids. Размер платы составлял 4 на 4 дюйма, и она была подключена к монитору.

### Реализация
Логг взял за основу модель корабля игрока, управление из пяти кнопок и физику игры из Spacewar!, в которую он играл, будучи студентом Калифорнийского университета в Беркли, но внёс несколько изменений для улучшения играбельности. Корабль был запрограммирован на аппаратном уровне и отрисовывался монитором, а также был настроен на движение с помощью тяги и инерции. Кнопка гиперпространства не была расположена рядом с большим пальцем правой руки Логга, чем он был недоволен, так как ему было трудно «убрать руку с кнопки тяги». В игру также были добавлены изображения астероидов различных форм. Логг повторил идею таблицы рекордов с инициалами из игры Star Fire от Exidy.
Две летающих тарелки были сделаны разными. Постепенно уменьшающийся таймер сокращает интервалы между атаками тарелок, чтобы заставить игрока активно стрелять по астероидам и тарелкам, а не просто уворачиваться от них. Саундтрек с «сердцебиением» ускоряется по мере прохождения игры. В игре нет звукового чипа. Делман собственноручно создал аппаратную схему для 13 звуковых эффектов, которая была размещена на плате.
Прототип Asteroids получил хорошие отзывы от нескольких сотрудников и инженеров Atari, которые «бродили между лабораториями, оставляя комментарии и останавливаясь поиграть по ходу дела». Сотрудники, желающие поиграть в прототип, часто спрашивали Логга, когда он уйдёт, поэтому он создал второй прототип для персонала. Atari протестировала игру в игровых залах в Сакраменто, штат Калифорния, а также наблюдала за реакцией игроков во время фокус-групп в офисе компании. Игроки, привыкшие к Spacewar!, испытывали трудности с удержанием кнопки тяги и просили джойстик, а игроки, знакомые с Space Invaders, отмечали, что в этой игре нет никаких пауз. Логг и другие инженеры наблюдали за процессом и задокументировали комментарии на четырёх страницах.
Asteroids замедляется по мере того, как игрок набирает 50-100 жизней, потому что в игре нет лимита на количество отображаемых жизней. Игрок может проиграть после того, как наберёт более 250 жизней.

## Отзывы
| Сводный рейтинг       | Сводный рейтинг | Сводный рейтинг | Сводный рейтинг |
| Издание               | Оценка          | Оценка          | Оценка          |
| Издание               | PC              | PS              | Xbox 360        |
| --------------------- | --------------- | --------------- | --------------- |
| GameRankings          | 60,46 %         | 65,39 %         | 52,30 %         |
| Русскоязычные издания |                 |                 |                 |
| Издание               | Оценка          | Оценка          | Оценка          |
| Издание               | PC              | PS              | Xbox 360        |
| «Игромания»           | 7,6/10          | N/A             | N/A             |

Asteroids получила положительные отзывы от критиков и считается главным произведением Логга. В журнале The Space Gamer Ричард А. Эдвардс сделал обзор домашней версии Asteroids 1981 года и отметил: «Эта домашняя игра — практически точная копия популярной аркадной игры Atari. […] Если вам нравится взрывать астероиды, то это самое то, но по такой цене я не могу полностью её рекомендовать». Журнал Video Games Player оценил версию для Atari 2600, поставив графике и звуку оценку B, а в целом игре — B+. Журнал Electronic Fun with Computers & Games присвоил версии для Atari 2600 оценку A.
Уильям Кэссиди в своей статье на Classic Gaming отметил нововведения Asteroids, включая одну из первых возможностей вводить инициалы игроков и отображать топ 10 лучших результатов, а также прокомментировал, что «векторная графика отлично вписывается в футуристическую космическую тематику». В 1995 году журнал Flux поставил аркадную версию игры на 11 место в списке Top 100 Video Games. В 1996 году Next Generation включил её в свой список Top 50 Games of All Time под номером 39, особо отметив динамику управления, требующую «постоянного жонглирования скоростью, позиционированием и направлением». В 1999 году Next Generation назвал Asteroids 29-й игрой в Top 50 Games of All Time, подчеркнув: «Asteroids была классикой с момента выхода и не утратила своей привлекательности». Журнал Retro Gamer поставил Asteroids на 4 место в списке Top 25 Arcade Games, отметив простоту и отсутствие полноценного финала как стимул к повторным прохождениям. В 2012 году Asteroids вошла в список 100 величайших видеоигр по версии журнала Time. В 2013 году Entertainment Weekly назвал Asteroids одной из десяти лучших игр для Atari 2600. Она была включена в коллекцию видеоигр Музея современного искусства. В 2021 году газета The Guardian поставила Asteroids на 2 место среди лучших видеоигр 1970-х годов, уступив только Galaxian (1979). Однако в марте 1983 года порт Asteroids для 8-разрядных компьютеров Atari занял 6 место среди худших компьютерных игр года в разделе Atari в журнале Softline по результатам читательского голосования.

## Продажи
Asteroids сразу после выхода имела большой успех. По популярности в США она опередила Space Invaders и стала самой продаваемой аркадной игрой Atari за всё время, было продано более 70 000 автоматов. Atari заработала около 150 миллионов долларов на продажах игры, а операторы игровых залов — ещё 500 миллионов на монетах. Atari в то время производила другую векторную игру Lunar Lander, но спрос на Asteroids был настолько высок, что «несколько сотен игр Asteroids были отправлены в корпусах от Lunar Lander». Asteroids была настолько популярна, что некоторым операторам пришлось устанавливать большие ящики для хранения монет, потраченных игроками. В апреле 1980 года она сместила Space Invaders с вершины чартов журнала RePlay по аркадным автоматам в США, хотя Space Invaders оставалась лидером на уличных площадках. Asteroids стала самой прибыльной аркадной видеоигрой 1980 года в США. В 1980 году было продано 70 000 аркадных автоматов по всему миру, в том числе более 60 000 в США. Игра принесла около 700 миллионов долларов (эквивалентно около 2,6 миллиардам долларов в 2024 году) к 1980 году. Она оставалась на вершине американских чартов RePlay до марта 1981 года.
За пределами США в Европе и Азии игра была менее успешна. За рубежом было продано 30 000 автоматов, то есть всего 100 000 по всему миру. Atari произвела 76 312 автоматов, включая 21 394 единицы Asteroids Deluxe. В Японии игра провалилась после выхода в 1980 году, отчасти из-за сложного управления, а отчасти из-за спада интереса к космическим шутерам на тот момент.

## Наследие

### Сиквелы
В 1981 году вышла Asteroids Deluxe — первый сиквел Asteroids. Дэйв Шепперд отредактировал код и внёс улучшения в игру без участия Логга. Все объекты на экране были окрашены в синий цвет, а гиперпространство заменено щитом, который расходуется при использовании. Астероиды теперь вращаются, а новые враги — «спутники-убийцы» — разбиваются на более мелкие корабли, которые нацеливаются на позицию игрока. Монитор аркадного автомата отображает векторную графику поверх голографического фона. Игра стала сложнее оригинала и позволяет тарелкам стрелять через границы экрана, устраняя «засадную» стратегию для набора высоких очков.
В аркадной игре Space Duel, выпущенной в 1982 году, астероиды заменены цветными геометрическими фигурами, а также добавлен кооперативный режим для двух игроков.
Игра Blasteroids 1987 года включает бонусы, трансформацию корабля, развилки уровней, боссов и возможность стыковки кораблей в многопользовательской игре для усиления огневой мощи. В отличие от векторной графики предыдущих игр, Blasteroids использует растровую графику.

### Клоны
Asteroids in Space (1980) от Quality Software была одной из самых продаваемых игр для Apple II и была признана одним из самых популярных программных продуктов 1978-1980 годов журналом Softalk. В декабре 1981 года журнал Byte обозревал восемь клонов Asteroids для домашних компьютеров. В журнале Creative Computing Software Buyers Guide 1982 рецензировались сразу три клона для Apple II: The Asteroid Field, Asteron и Apple-Oids, в последнем из которых астероиды имели форму яблок. Два независимых клона — Asteroid для Apple II и Fasteroids для TRS-80 — были переименованы в Planetoids и продавались компанией Adventure International. Среди других клонов — Meteors от Acornsoft, Moons of Jupiter для VIC-20, MineStorm для Vectrex и Meteor Storm от Quicksilva для ZX Spectrum с использованием речевого синтеза. Плохо реализованный клон для VIC-20 от Bug-Byte побудил Джеффа Минтера основать Llamasoft.
Игра Meteor! для Intellivision была отменена, чтобы избежать судебного иска за чрезмерное сходство с Asteroids, и была переработана в Astrosmash. Эта игра заимствовала элементы из Asteroids и Space Invaders.

## Рекорды
Рекорд в игре принадлежит Джону Маккалистеру из Сиэтла. 7 апреля 2010 года он побил рекорд 28-летней давности, набрав 41 338 740 очков, что на 0,006 % больше предыдущего рекорда. Чтобы добиться такого результата, рекордсмену понадобилось 58 часов.
Предыдущий рекорд был установлен Скоттом Сафраном в 1982 году. Тогда он набрал 41 336 440 очков.